# Тафенохин
Тафенохин — лекарственный препарат для профилактики и лечения малярии. Одобрен для применения в Австралия и США (2018).

## Механизм действия
Производное 8-аминохинолина.

## Показания
- профилактика малярии[3].
- лечение малярии, вызванной Plasmodium vivax[4].

## Беременность
Женщины детородного возраста во время лечения и 3 мес. после него должны использовать методы контрацепции.